# Morella pringlei
Morella pringlei är en porsväxtart som först beskrevs av Jesse More Greenman, och fick sitt nu gällande namn av Robert Lynch Wilbur. Morella pringlei ingår i släktet Morella och familjen porsväxter. Inga underarter finns listade i Catalogue of Life.